# 天王寺川
天王寺川（てんのうじがわ）は、武庫川水系の支流で兵庫県宝塚市中部と伊丹市北西部、および尼崎市を流れる二級河川。

## 地理
上流にて大きく2流に分岐していて西の支流には足洗川（あしあらいがわ）、東の支流には勅使川（ちょくしがわ）の名が付いており、両川に挟まれた丘陵地に中山寺がある。2川の源流はいずれも中山にあり、勅使川源流付近は1970年代に宅地開発されているが、足洗川は源流から中山寺境内までの上流域が国有林で、一部は宝塚自然休養林となっておりかつての里山の景観をほぼそのまま保っている。なお中山寺奥の院に湧く大悲水も、足洗川源流の一つである。両川とも源流を発してから南行し、中山寺境内に入ったところから平野となる。そのまま阪急宝塚線、国道176号、JR宝塚線を横切り、国道176号を過ぎた辺りから天井川となる。JR線南方の宝塚市今里町内にてこの2川が合流し、以降同地点から下流が天王寺川となる。なお合流地点には昭和12年8月に在小濱村旧帝国陸軍有志により建立された、「東久邇宮殿下お野点の地」の碑がある。
少し南行した後に東進し、宝塚市の上の池北東付近で伊丹市に入ると同市荒牧の天日神社西方で再び南に流れを変える。やがて中国自動車道、国道176号バイパスと交差し、宝塚市立安倉中学校、兵庫県立伊丹北高等学校が現れた付近から右岸が宝塚市、左岸が伊丹市の市境を流れる(川自体は伊丹市に属する)。都市計画道路市道宝塚池田線と交差してから下流は両岸とも伊丹市となり、伊丹市立天王寺川中学校を過ぎた地点でいったん西に向くもすぐに南へ向きを変え、介護老人施設ケアハイツいたみの西で天神川を取り込み、そこから西進。すぐに兵庫県道42号尼崎宝塚線をくぐり、関西電力西野変電所の南西で再び南へ向きを変えて尼崎市に入り、500mほど流れて尼崎市西昆陽で武庫川に注ぐ。

## 支流
- 足洗川
- 天神川
- 勅使川

## 流域の自治体
兵庫県
宝塚市
伊丹市
尼崎市‐ただし尼崎市内を流れるのは武庫川に注ぐ河口の約500mのみ。

## 流域の観光地・施設
- 中山
- 中山寺
- 伊丹市立天王寺川中学校‐校名がこの川に由来する。
- イオンモール伊丹昆陽

## 歴史
足洗川源流の一つである大悲水には以下の伝説がある。仲哀天皇と大中姫との間に生まれた忍熊皇子は、神宮皇后の子誉田別尊(後の応神天皇)との皇位争いに敗れ、神宮皇后元年(201年)に宇治川で自害した。やがて皇子の遺体は難波浦(現在の尼崎市難波)に流れ着き、そこで祟りをなすようになったことが天皇の耳に入ったので、天皇は勅使を遣わして、皇子の遺体を母の大中姫の墓におさめさるよう指示した。ところが勅使が皇子の遺体がおさめられた石棺の蓋を開けたところ、中から白鳥が飛び出し、中山寺奥の院西隣にある大岩にとまった後姿を消し、同時にその岩の下から水が湧き出した。その後大岩には白鳥岩の名が付けられ、湧き出した水は大悲水と名づけられた。また勅使川の名も勅使が遣わされたところから来ている。
1175年(安元元年)に泉高父宿禰によって記された行基年譜に、「昆陽上溝長一千二百丈，廣六尺、深四尺、　在二　攝津國河邊郡山本里一　同下池溝長一千二百丈、廣六尺、深六尺、 在二 同所一 」の記述があり、昆陽上溝とあるのが現在の天神川、同下溝とあるのが現在の天王寺川と郷土史家などは推測している。昆陽池が掘削された731年(天平3年)、同時にこの2本の溝が開削されたとすれば、記録に残っておりかつ現存する用水路としては天神川と並んで国内最古となる。なお文献に記された昆陽上池が今日の昆陽池で天神川は上池への取水のため、天王寺川は昆陽下池への取水のため開削されたと考えられているが、下池は慶長年間に埋め立てられ、いまは伊丹市内に池尻の地名を残すのみとなっている。
1961年6月27日、昭和36年梅雨前線豪雨で支流の天神川とともに堤防が決壊し、伊丹市域一帯の約 500 戸が床上・床下浸水した。
天神川とともに武庫川と昆陽池を結ぶ川沿いの環境整備計画案がつくられ、桜並木、多目的公園、散策道の整備などが予定されており、伊丹市西野1丁目の十六名公園はそうして整備された公園のうちの1つである。

## 環境
天神川同様必ずしも水質は良いとは言えないが、外来種主体とはいえ魚やカエルも生息しており藻類も豊富である。天神川同様、伊丹市の天日神社から上流では数は少ないがヘイケボタルも見られる。カルガモも住み着いており、また昆陽池には多数のカモ類が越冬のため渡ってくるものの、同池がすでに満杯状態なので、溢れたヒドリガモやオナガガモがこれらを目当てに近在のここや天神川でエサを漁っている様子が冬には見られる。
流域の伊丹台地は水利が悪かったので天水と当川、および天神川から灌漑用水を引いた農業用ため池が数多く造られ、昆陽池もそのうちの1つである。それらうち当川から取水していた黒池と西池にはヒシや、特筆すべきは阪神間でここだけにオニバスなど貴重な水生植物が見られた。しかしこうしたため池は宅地開発に伴い現在はその多くが埋め立てられ、黒池と西池も2002年に一部が埋め立てられ護岸整備された結果、これらの貴重な植物は消滅した。